# Ewa Biegas
Ewa Biegas również jako Ewa Kornas-Biegas (ur. 3 marca 1977 w Cieszynie) – polska śpiewaczka operowa (sopran) i pedagog.
Absolwentka Akademii Muzycznej w Katowicach (klasa prof. Jana Ballarina, 1999 – dyplom z wyróżnieniem), studiowała również w Universität für Musik und darstellende Kunst w Wiedniu (klasa prof. Heleny Łazarskiej). Profesor Akademii Muzycznej w Katowicach, od 2019 roku dziekan Wydziału Wokalno-Aktorskiego. W 2021 roku Prezydent RP nadał artystce tytuł profesora.
Laureatka ogólnopolskich i międzynarodowych konkursów wokalnych. Solistka Opery Krakowskiej i Opery Bałtyckiej. Śpiewała również m.in. w Kammeroper w Wiedniu, Operze w Montrealu, Teatro Colón w Buenos Aires i Teatrze Wielkim – Operze Narodowej w Warszawie.

## Wybrane partie operowe
- Cio-cio-san (Madama Butterfly, Puccini)
- Halka (Halka, Moniuszko)
- Joanna (Diabły z Loudun, Penderecki)
- Leonora (Moc przeznaczenia, Verdi)
- Liza (Dama Pikowa, Czajkowski)
- Małgorzata (Faust, Gounod)
- Rozalinda (Zemsta nietoperza, J. Strauss)
- Tatiana (Eugeniusz Oniegin, Czajkowski)

## Nagrody i wyróżnienia
- 1996: Ogólnopolski Konkurs Wokalny im. Plattówny we Wrocławiu – I nagroda
- 1997: Międzynarodowy Konkurs Sztuki Wokalnej im. Ady Sari w Nowym Sączu – wyróżnienie
- 1997: Międzynarodowy Konkurs Wokalny im. Dvořáka w Karlowych Varach – II nagroda
- 1998: Międzynarodowy Konkurs Wokalny w Trnawie – I nagroda
- 2003: Konkurs Wokalny im. I.J. Paderewskiego – II nagroda
- 2004: Międzynarodowy Konkurs Wokalny im. Stanisława Moniuszki w Warszawie – III nagroda[2]
- 2005: Konkurs Klaudii Taevi(inne języki) w Estonii - III nagroda[3]
- 2006: BBC Cadriff Word Singing Competition - finalistka[4]